# Чорлулу Дамат Али-паша
Чорлулу Дамат Али-паша (тур. Çorlulu Damat Ali Paşa, 1670, Чорлу —  26 декабря 1711, Лесбос) — крупный государственный деятель Османской империи, великий визирь.

## Ранние годы и карьера
Родился в 1670 году в семье турок-земледельцев в Чорлу. Али был усыновлен одним из придворных султана Ахмеда II. Обучался в школе Галатского дворца, а затем служил при нём. В правление Мустафы II он стал Силахдар-Агой (главным меченосцем), получив назначение от великого визиря Хусейна-паши. Вскоре Али-ага получил должность Кызляр-аги (главы евнухов), что сделало его посредником между султаном и великим визирем. Позже его назначили капы-агой (главой евнухов-слуг дворца Топкапы – ич-огланов). Однако во время Эдирнского инцидента Али-паша был отстранён от должности из-за интриг великого визиря Рами Мехмед-паши и шейх-аль-ислама Фейзуллы-эфенди, но со временем попал в совет, получив пост визиря.
В 1703 году, вскоре после воцарения Ахмеда III, Чорлулу Али-паша был назначен бейлербеем Алеппо в Сирии, а затем получил должность бейлербея в Триполи. В 1704 году после смещения  Калайлыкоз Ахмед-паши был назначен визирем в диване и вызван в столицу.

## Великий Визирь
3 мая 1706 года Чорлулу Али-паша был назначен новым великим визирем Османской империи, заменив Балтаджи Мехмед-пашу. Согласно Энциклопедии ислама Али-паша был "первым компетентным великим визирем правления Ахмеда III". В 1708 году женился на Эмине-султан, дочери султана Мустафы II, тем самым усилив свою власть и получив титул «Дамат» (то есть «зять султана».).
Он поставил под свой контроль все государственные расходы, в том числе огромные расходы султанской кухни. Наведя «очень большой порядок в финансах», Али-паша добился экономии в 12 млн курушей, как сообщал французский посол в Стамбуле Шарль Ферриоль. Также Али-паша занимался исправлением системы раздачи тимаров.
Али-паша известен своими репрессиями по отношению к католикам: Армянский священник Дергумидас был осуждён за принятие римско-католического обряда и обезглавлен 5 ноября 1707 года.

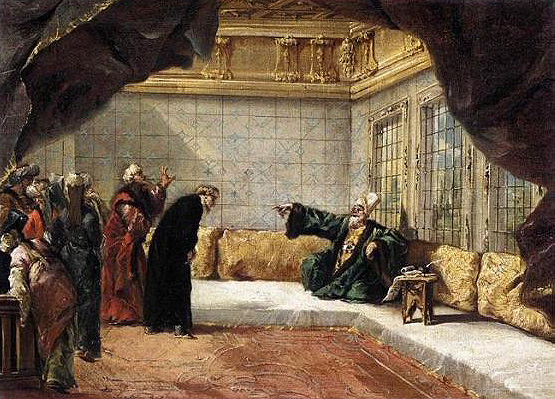
Картина итальянского живописца Джанантонио Гварди "Армянский священник Дергумидас перед великим визирем".

Весной 1709 года Чорлулу Али-паша был в зените своего могущества: он убрал почти всех, кого он считал своими врагами, усилил армию и флот. По его приказу были построены две мечети в Стамбуле, носящие его имя. В городе Чорлу построена школа и фонтан.
Али-паша провёл чистку в янычарском корпусе, особенно среди джебеджи, которые были известны постоянным участием в мятежах. Чистка удалась и корпус янычар был сокращён на несколько тысяч человек. Благодаря этому казна была избавлена от крупных расходов. Кроме того, Чорлулу Али-паша проводил улучшения во флот и терсане (арсенал): были построены новые печи для отливки пушек, улучшилось снабжение артиллерии боеприпасами, строились галеоны. Для защиты судоходства была построена новая крепость на одном из островов Эгейского моря: ей придали три галеона и необходимое снаряжение. Были усилены гарнизоны в Еникале (туда отправили три галеона, четыре фрегата и трехтысячный отряд янычар) и в Бендерах — тремя тысячами янычар.
Его обвиняли в упущении возможностей возврата Мореи: Венецианская республика была занята войной за испанское наследство и была уязвима перед турками. Но из-за нерешимости Али-паши никаких действий не предпринималось.
Положение великого визиря значительно изменилось, когда в Османскую империю прибыл шведский король Карл XII, бежавший от русских войск после поражения в Полтавской битве. Али-паша не желал рисковать, подвергая опасности Османскую империю и своё положение. Однако он обещал шведскому королю помощь, направил ему подарки, которые впрочем Карл XII не принял. Али-паша и не собирался начинать войну с Россией, чего настойчиво требовал Карл XII.
«Опыт последних войн убедил его,- писал об Али-паше Дмитрий Кантемир (который, по всей видимости, знал его лично), — в силе хорошо дисциплинированных христианских солдат и в слабости многочисленных армий мусульман». Великий визирь, возглавлявший сторонников мирной политики, подвергался всё более сильным нападкам со стороны тех, кто желал войны.

## Смещение и смерть
Али-паша разочаровал султана Ахмеда III и 15 июня 1710 года он был снят с поста и сослан в Кефе. Пока он был в пути Ахмед III пересмотрел своё решение и поменял место ссылки, теперь на остров Лесбос. Дамат Али-паша был казнен 26 декабря 1711 года по фетве Шейх аль-Ислама Пашмакчизаде Сейида Али-эфенди, который когда-то был им отстранён от должности и сослан. Отрезанная голова Али-паши была привезена в Стамбул и выставлена на всеобщее обозрение, а после была похоронена в саду построенной им мечети..
Несмотря на его успехи в должности, упорное нежелание начинать войну с Россией, сильная оппозиция при дворе и интриги посланника Карла XII Станислава Понятовского, привели к его смещению и последующей казни.

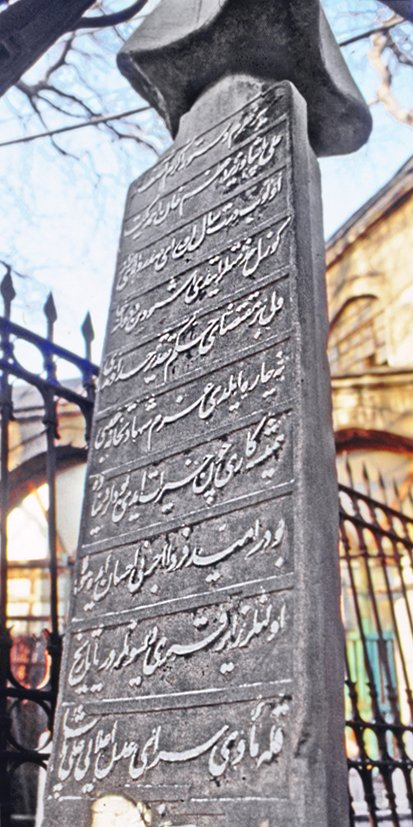
Надгробие Али-паши в построенной им мечети.

Похоронен в квартале Чаршикапы, расположенном в столичном районе Фатих.

## Семья
Чорлулу Дамат Али-паша был женат на Эмине-султан, дочери султана Мустафы II. У Али-паши была дочка, её имя неизвестно, в будущем она будет жената на Мухсинзаде Абдулле-паше, в браке которых родился Мухсинзаде Мехмед-паша,  — ставший в дальнейшем великим визирем.

## Личность
Али-паша был умным, достойным и откровенным визирем. Но считался злобным человеком, убившего из мести Фирари Хасан-пашу, который, в свою очередь, убил духовного отца паши Кару Байрам-агу.